# Slatina, Suceava
Slatina là một xã thuộc hạt Suceava, România. Dân số thời điểm năm 2002 là 5227 người.